# Завади (Варшавський-Західний повіт)
Завади (пол. Zawady) — село в Польщі, у гміні Кампінос Варшавського-Західного повіту Мазовецького воєводства.
Населення — 83 особи (2011).
У 1975-1998 роках село належало до Варшавського воєводства.

## Демографія
Демографічна структура станом на 31 березня 2011 року:
|          | Загалом | Допрацездатний вік | Працездатний вік | Постпрацездатний вік |
| -------- | ------- | ------------------ | ---------------- | -------------------- |
| Чоловіки | 45      | 10                 | 26               | 9                    |
| Жінки    | 38      | 9                  | 21               | 8                    |
| Разом    | 83      | 19                 | 47               | 17                   |